# Zhenwen
Zhenwen (kinesiska: 振文) är en köping i sydöstra Kina. Den ligger i Wuchuan i staden Zhanjiang i provinsen Guangdong, omkring 330 kilometer sydväst om provinshuvudstaden Guangzhou. Antalet invånare är 91 867. Befolkningen består av 45 366 kvinnor och 46 501 män. Barn under 15 år utgör 26,0 %, vuxna 15-64 år 64 %, och äldre över 65 år 9,0 %.